# Pachecos
Pachecos är en ort i Mexiko.   Den ligger i kommunen Huajicori och delstaten Nayarit, i den centrala delen av landet, 700 km nordväst om huvudstaden Mexico City. Pachecos ligger 65 meter över havet och antalet invånare är 116.
Terrängen runt Pachecos är kuperad norrut, men söderut är den platt. Runt Pachecos är det glesbefolkat, med 9 invånare per kvadratkilometer. Närmaste större samhälle är Acaponeta, 14,3 km söder om Pachecos. I omgivningarna runt Pachecos växer i huvudsak lövfällande lövskog.